# Psychotria sarcodes
Psychotria sarcodes är en måreväxtart som beskrevs av Elmer Drew Merrill och Lily May Perry. Psychotria sarcodes ingår i släktet Psychotria och familjen måreväxter. Inga underarter finns listade i Catalogue of Life.